# Dawuhan (Kademangan)
Dawuhan is een bestuurslaag in het regentschap Blitar van de provincie Oost-Java, Indonesië. Dawuhan telt 6953 inwoners (volkstelling 2010).